# ハチェット湖水上飛行場
ハチェット湖水上飛行場（ハチェットこすいじょうひこうじょう、Hatchet Lake Water Aerodrome、Hatchet Lake Seaplane Base、(TC LID: CJX8)）は、カナダ・サスカチュワン州ハチェット湖に設けられている水上飛行場。